# Pareques perissa
Pareques perissa är en fiskart som först beskrevs av Heller och Snodgrass, 1903.  Pareques perissa ingår i släktet Pareques och familjen havsgösfiskar. IUCN kategoriserar arten globalt som otillräckligt studerad. Inga underarter finns listade i Catalogue of Life.